# St. Marien (Saarwellingen-Reisbach)

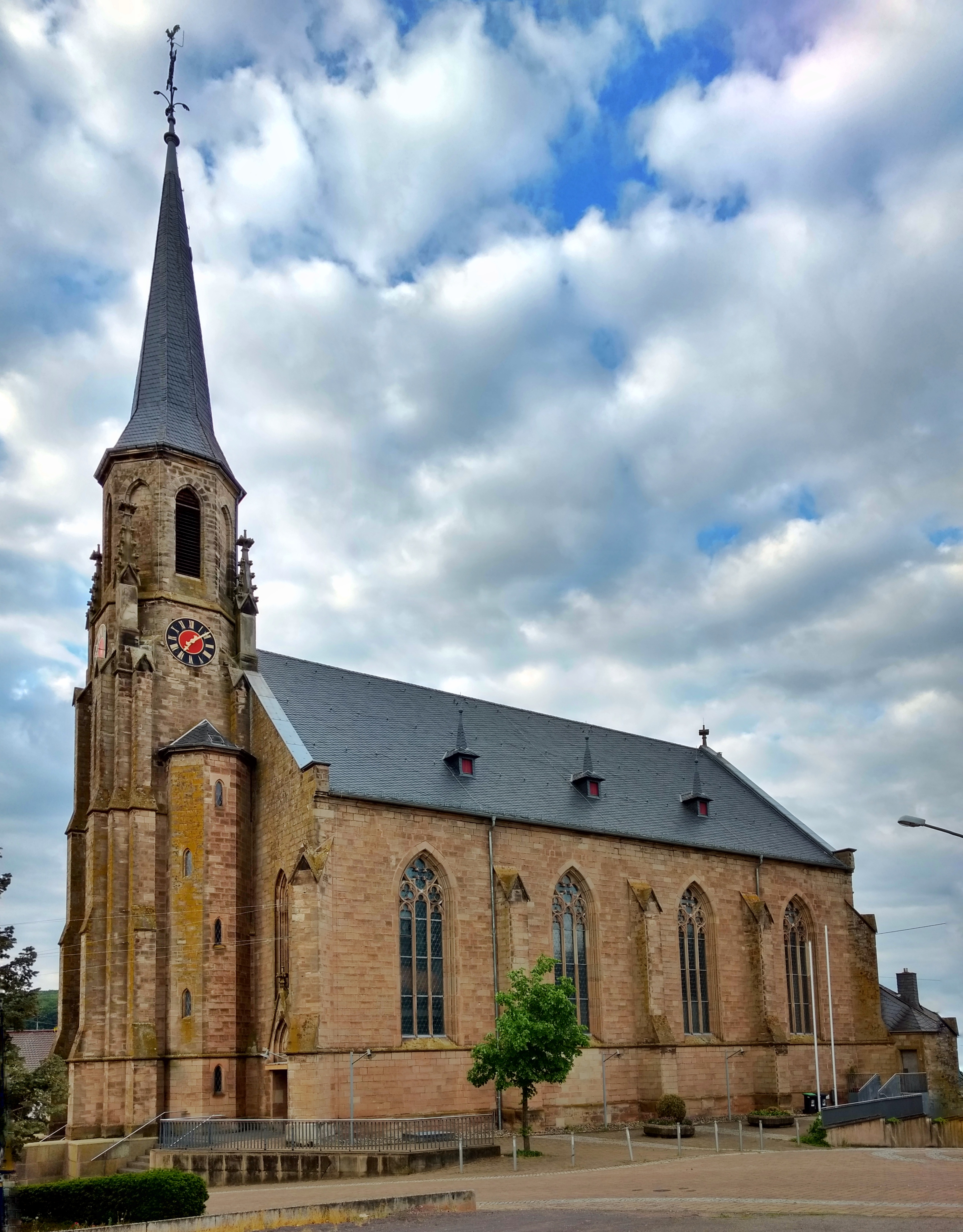
Pfarrkirche St. Marien, vom Kirchplatz gesehen

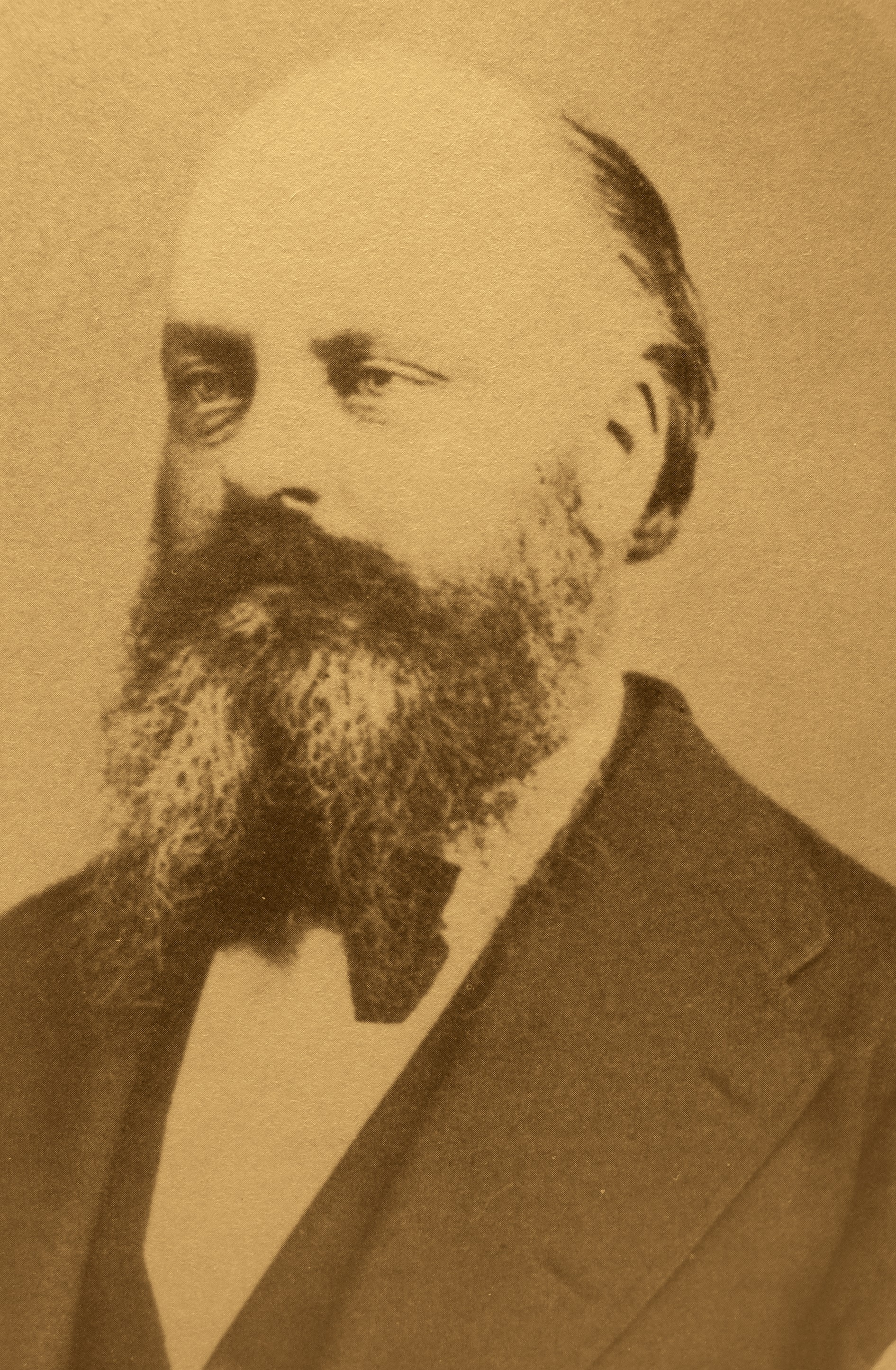
Carl Friedrich Müller (* 14. Juni 1833 in Hersfeld; † 1. August 1889 ebd.), Kreisbaumeister des Landkreises Saarlouis, Architekt der Marienkirche, Aufnahme aus dem Jahr 1870

St. Marien ist der Name einer Pfarrei und der dazugehörigen Pfarrkirche im saarländischen Saarwellingen. Die Pfarrei erstreckt sich über die Ortsteile Reisbach und Obersalbach und gehört zur Diözese Trier. 
Pfarrei und Pfarrkirche stehen seit der Weihe der heutigen Kirche unter dem Patronat Mariae Opferung. Die frühere Patronin St.Barbara wird als Nebenpatronin geführt.

## Pfarrei
Die Pfarrei hat ihren Ursprung im Ortsteil Reisweiler der erst 1937 aus den beiden Orten Reisweiler und Labach gebildeten Ortschaft Reisbach.
In einer Schenkungsurkunde des Klosters Fraulautern aus dem Jahre 1237 wird erstmals eine Pfarrkirche für Reisweiler erwähnt. Sie dürfte etwa im Übergang vom zwölften zum dreizehnten Jahrhundert entstanden sein und war die Mutterkirche für die Orte Reisweiler, Labach, Obersalbach, Falscheid, Hoxberg und Eidenborn sowie für den Labacher Hof. Während Falscheid, Hoxberg und Eidenborn als Filialen bzw. Kuratie inzwischen zur benachbarten Pfarrei Lebach gehören, ist Obersalbach noch heute ein Filialort der Pfarrei St. Marien. 
Die Pfarrei bildet seit 1994 eine Seelsorgeeinheit mit der benachbarten Pfarrei St. Bartholomäus und ist Teil der zum 1. September 2011 gebildeten Pfarreiengemeinschaft Saarwellingen. 

## Pfarrkirche
Das Bevölkerungswachstum im Zuge der Industrialisierung im 19. Jahrhundert machte den Bau einer größeren Kirche notwendig. Nach ersten Plänen, die der Deutsch-Französische Krieg zunichtemachte, beauftragte man 1881 Kreisbaumeister Carl Friedrich Müller mit der Planung einer neuen Kirche im neugotischen Stil. Nach dem Abriss der alten Kirche wurde am 18. Mai 1885 der Grundstein gelegt, und nach zweijähriger Bauzeit erfolgte am 27. Mai 1887 die Weihe durch den Trierer Bischof Michael Felix Korum. Damit ist die Marienkirche die älteste Kirche auf dem Gemeindegebiet von Saarwellingen.
Im Jahr 1919 wurde die Kirche mit elektrischem Licht ausgestattet, und 1934 kam es zum Einbau einer Heizungsanlage.
Durch bergbauliche Aktivitäten verursachte Schäden an der Kirche machten in den Jahren 1995 bis 1999 eine Renovierung erforderlich. Das Fundament des Kirchengebäudes wurde durch eine computergesteuerte Hydraulik gesichert. Die Hydraulik sorgt dafür, dass jede Erdbewegung aufgefangen wird, und die Kirche sich mitbewegt, sodass Schäden nicht mehr zu erwarten sind. Im Rahmen der Renovierungsarbeiten kam es unter der Leitung von Architekt H. Hemann zu Umbaumaßnahmen im Altarraum und zum Einbau einer Glaswand unter der Empore, wodurch ein zusätzlicher Raum entstand. Für die Sicherungstechnik zeichneten Dipl.-Ing. Markus Schmitt und Konstrukteur Herbert Holzer (Deutsche Steinkohle AG) verantwortlich. Die Gottesdienste fanden in dieser Zeit in einer 1995/96 errichteten Notkirche statt, die heute als Pfarrgemeindezentrum dient.

## Architektur und Ausstattung

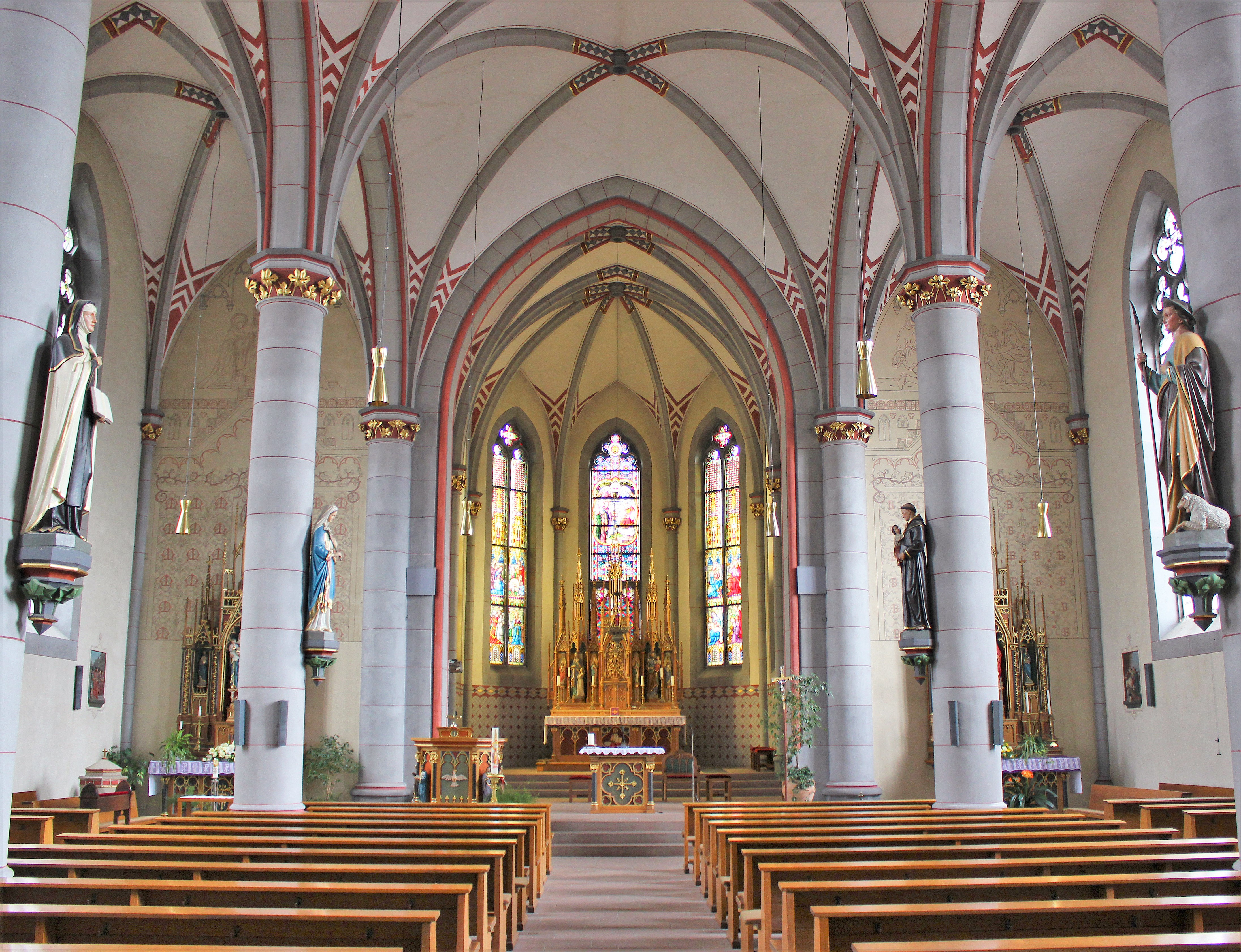
Blick zum Altarraum

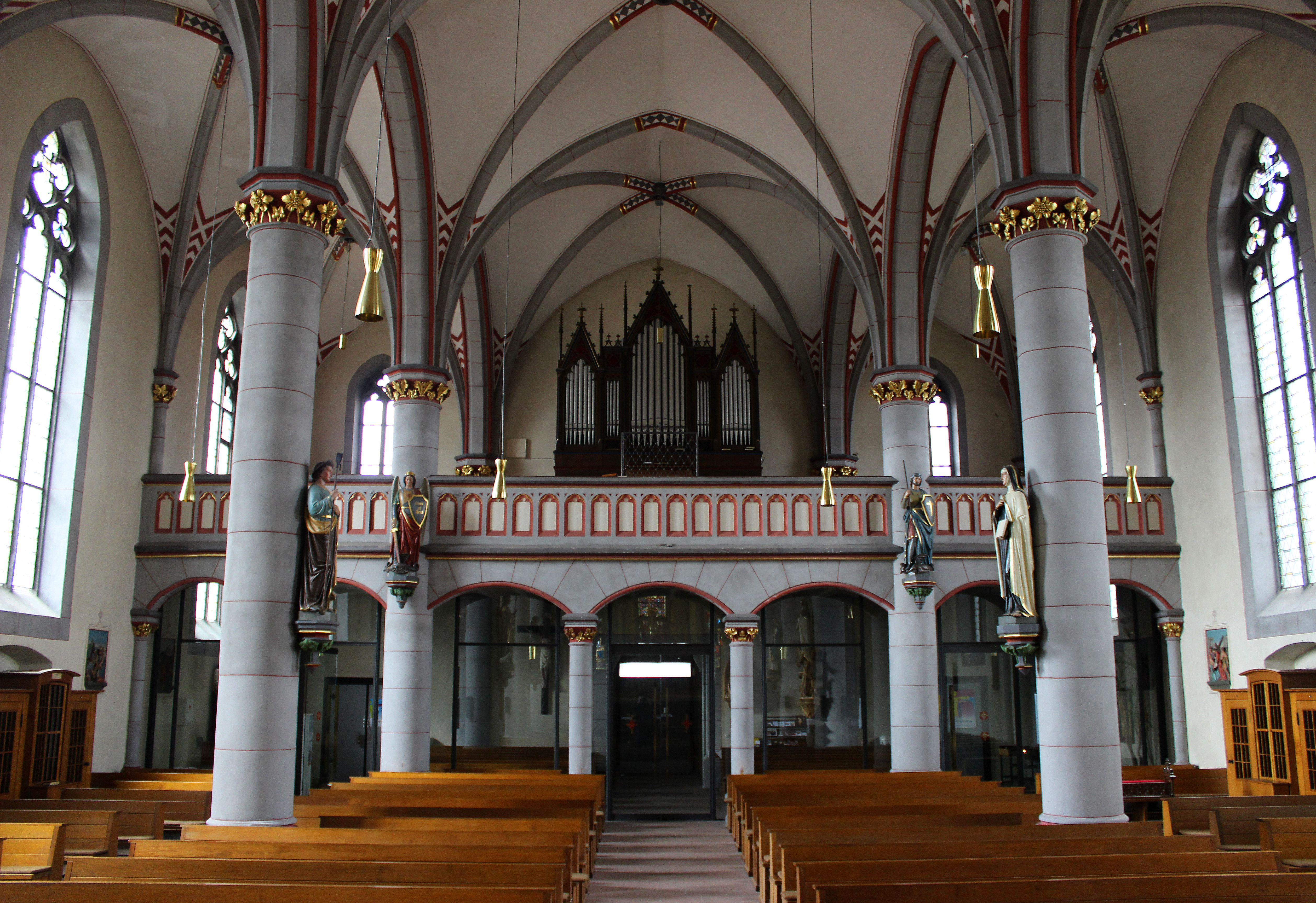
Blick zur Orgelempore

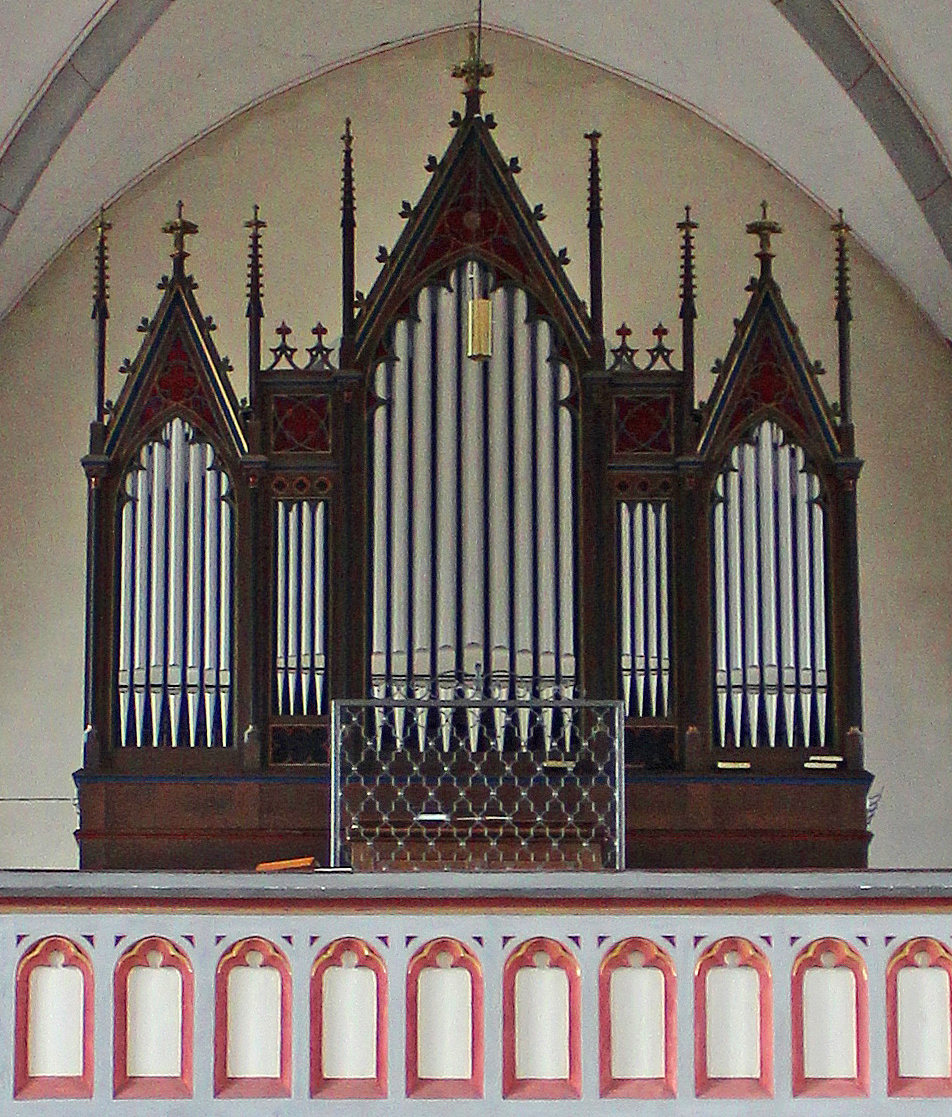
Prospekt der Klais-Orgel

Bei der St. Marienkirche in Reisbach handelt es sich um eine im neugotischen Stil errichtete dreischiffige Hallenkirche. Das Langhaus, unterteilt in ein Mittelschiff und zwei etwas niedrigere Seitenschiffe, weist eine Unterteilung in vier Joche auf. Da das Mittelschiff etwas höher aufragt als die Seitenschiffe kann der Kirchenbau auch als Staffelhalle oder gestufte Halle bezeichnet werden. Die Schiffe sind unter einem gemeinsamen Satteldach zusammengefasst. An das Langhaus schließt sich ein fünfseitiger Chor mit polygonalem Abschluss an. Die Decken der drei Schiffe werden von Kreuzrippengewölben geformt. Der Kirchturm ist im oberen Teil achteckig und besitzt einen Spitzhelm. Seitlich an den Turm ist ein niedrigerer, schmaler Treppenturm angefügt.
Zur Ausstattung der Kirche zählen u. a. der in den Jahren 1998/99 von den Holzschnitzern Josef Himbert und Josef Klaus geschaffene Zelebrationsaltar und Ambo. Über den Seitenaltären, die wie der Hochaltar gotisierende Formen aufweist, befinden sich Wandmalereien aus dem 19. Jahrhundert, die 1995 bis 1999 durch H. Wurmdobler restauriert wurden. Ein Gefallenen-Ehrenmal von 1959 mit einem künstlerisch gestalteten Sandsteinrelief bekam im Zuge der Restaurierungsarbeiten 1995 bis 1999 einen neuen Standort vor der Leichenhalle.

## Orgel
Die Orgel der Kirche wurde im Jahr 1900 von der Firma Johannes Klais Orgelbau (Bonn) errichtet und ca. 1950 einem Umbau unterzogen. Das Instrument verfügt über 21 Register, verteilt auf zwei Manuale und Pedal. Die Spiel- und Registertraktur ist pneumatisch. Die Disposition lautet wie folgt:
| I Hauptwerk |               |     |
| 1.          | Bordun        | 16′ |
| 2.          | Principal     | 8′  |
| 3.          | Flöte major   | 8′  |
| 4.          | Gamba         | 8′  |
| 5.          | Dolce         | 8′  |
| 6.          | Gedackt       | 8′  |
| 7.          | Octave        | 4′  |
| 8.          | Flöte         | 4′  |
| 9.          | Octave        | 2′  |
| 10.         | Cornet III-IV |     |
| 11.         | Trompete      | 8′  |

| II Manual |                 |    |
| 12.       | Geigenprincipal | 8′ |
| 13.       | Salicional      | 8′ |
| 14.       | Singend Gedackt | 8′ |
| 15.       | Principal       | 4′ |
| 16.       | Flöte travers   | 4′ |
| 17.       | Principal       | 2′ |

| Pedal |            |     |
| 18.   | Subbaß     | 16′ |
| 19.   | Octavbaß   | 8′  |
| 20.   | Choralbaß  | 4′  |
| 21.   | Hintersatz |     |

- Koppeln:
  - Normalkoppeln: II/I, I/P, II/P
  - Suboktavkoppeln: II/I
  - Superoktavkoppeln: I/I, I/P